# Tocana
La tocana est un mets traditionnel roumain et moldave semblable à un ragoût de viande, généralement à base de viande de veau, de porc ou d'agneau avec des oignons, des pommes de terre et de la smântână. La tocana est toujours accompagnée de mămăligă,.